# Irak i olympiska spelen
Irak deltog i olympiska sammanhang för första gången vid de olympiska sommarspelen 1948 i London. De missade därefter spelen 1952 och bojkottade spelen 1956 på grund av den då pågående suezkrisen. De deltog sedan under de tre spelen under 1960-talet för att sedan åter bojkotta spelen 1972 och 1976 för att visa sitt motstånd mot apartheid-regimen i Sydafrika. De har därefter deltagit i alla olympiska sommarspel sedan dess. Irak har aldrig deltagit vid de olympiska vinterspelen.
Irak har totalt vunnit en bronsmedalj i tyngdlyftning 1960.

## Medaljer
| Guld | Silver | Brons | Totalt antal medaljer |
| ---- | ------ | ----- | --------------------- |
| 0    | 0      | 1     | 1                     |

### Medaljer efter sommarspel
| Spel                                    | Guld        | Silver      | Brons       | Totalt      |
| London 1948                             | 0           | 0           | 0           | 0           |
| Helsingfors 1952                        | Deltog inte | Deltog inte | Deltog inte | Deltog inte |
| Melbourne 1956 (ryttarspel i Stockholm) | Deltog inte | Deltog inte | Deltog inte | Deltog inte |
| Rom 1960                                | 0           | 0           | 1           | 1           |
| Tokyo 1964                              | 0           | 0           | 0           | 0           |
| Mexico City 1968                        | 0           | 0           | 0           | 0           |
| München 1972                            | Deltog inte | Deltog inte | Deltog inte | Deltog inte |
| Montréal 1976                           | Deltog inte | Deltog inte | Deltog inte | Deltog inte |
| Moskva 1980                             | 0           | 0           | 0           | 0           |
| Los Angeles 1984                        | 0           | 0           | 0           | 0           |
| Seoul 1988                              | 0           | 0           | 0           | 0           |
| Barcelona 1992                          | 0           | 0           | 0           | 0           |
| Atlanta 1996                            | 0           | 0           | 0           | 0           |
| Sydney 2000                             | 0           | 0           | 0           | 0           |
| Aten 2004                               | 0           | 0           | 0           | 0           |
| Peking 2008                             | 0           | 0           | 0           | 0           |
| London 2012                             | 0           | 0           | 0           | 0           |
| Rio de Janeiro 2016                     | 0           | 0           | 0           | 0           |
| Tokyo 2020                              | 0           | 0           | 0           | 0           |
| Paris 2024                              | 0           | 0           | 0           | 0           |
| Totalt                                  | 0           | 0           | 1           | 1           |

### Medaljer efter sport
| Sport         | Guld | Silver | Brons | Totalt |
| Tyngdlyftning | 0    | 0      | 1     | 1      |
| Totalt        | 0    | 0      | 1     | 1      |